# Полянка (Коростенський район)
Поля́нка — село в Україні, у Коростенському районі Житомирської області. Населення становить 63 особи. 
У селі народився архієпископ Овруцький УПЦ МП Віссаріон (Стретович).